# Hope (Columbia Británica)
Hope es una comunidad ubicada en las confluencias de los ríos Fraser y Coquihalla, en la provincia canadiense de Columbia Británica, a 154 km al este de Vancouver, capital de la misma.
En esta zona, se encuentra el parque provincial del cañón del Coquihalla, en el que se pueden visitar los Othello Tunnels, un sendero que recorre la antigua vía ferroviaria construida a principios del siglo veinte por la compañía Canadian Pacific Railway.
En Othello Tunnels y en el centro del pueblo, entre otras localizaciones, se rodó en 1981 la película protagonizada por Silvester Stallone, First Blood.